# Mecsekalja
Mecsekalja Pécshez tartozó egykori község.
1930-ban alakult Magyarürög, Mecsekszentkút, Patacs és Rácváros községek egyesítésével, majd 1954-ben Pécshez csatolták.